# Kamienica przy ulicy Michałkowickiej 7 w Siemianowicach Śląskich
Kamienica przy ulicy Michałkowickiej 7 w Siemianowicach Śląskich – zabytkowa kamienica mieszkalno-usługowa z budynkiem restauracyjnym położona przy ulicy Michałkowickiej 7 w Siemianowicach Śląskich, w dzielnicy Centrum. Pochodzi ona z przełomu XIX i XX wieku i posiada eklektyczne elementy zdobnicze. Pierwszy właściciel budynku – Uher, otworzył w niej restaurację. Obecnie działa tutaj Centrum Konferencyjno-Bankietowe „u Ostrowskich”.

## Historia
Kamienica powstała na przełomie XIX i XX wieku. Uher, który był pierwszym właścicielem budynku, prowadził w niej restaurację, zaś do restauracji „u Uhra“ uczęszczali również klienci z ościennych miast. W 1917 roku w głębi posesji powstała część restauracyjna, którą zaprojektował Otton Urbańczyk. Sala ta do 1953 roku była miejscem organizacji przez Klub Sportowy Motor przy Wojskowych Zakładach Mechanicznych zawodów bokserskich, a do czasu zakończenia remontu sali przy ulicy Olimpijskiej, ćwiczyli tu także zawodnicy z Klubu Górniczego.
Kamienica wraz z położoną w głębi posesji częścią restauracyjną oraz sąsiednią kamienicą pod numerem 9 została odnowiona. W ramach prac dokonano m.in. renowacji fasady, w tym czyszczenia i odtworzenia elementów zdobniczych, zaś w sąsiedniej kamienicy pod numerem 9 dokonano także konserwacji figurki św. Floriana, która znajduje się w niszy na fasadzie. W odnowionym budynku 29 października 2003 roku zainaugurowało swoją działalność Centrum Konferencyjno-Bankietowe „u Ostrowskich”. Kamienica wraz z budynkiem restauracyjnym 11 stycznia 2011 roku została wpisana do rejestru zabytków.

## Charakterystyka
Kamienica wraz z budynkiem restauracyjnym położona jest przy ulicy Michałowickiej 7 w Siemianowicach Śląskich, w dzielnicy Centrum. Elewacja kamienicy udarowana jest eklektycznymi detalami architektonicznymi w formie płaskorzeźb osadzonych w płycinach pod oknami. Płaskorzeźby te przedstawiają zwierzęta – małpę trzymającą kielich oraz kota z rybą w pysku.  
Kompleks ten jest wpisany do rejestru zabytków pod numerem A/325/11. Ochroną konserwatorską objęty jest budynek frontowy oraz część restauracyjna z zapleczem w obrysie murów zewnętrznych.  
Budynek jest obecnie siedzibą Centrum Konferencyjno-Bankietowego „u Ostrowskich”. 